# Légéville-et-Bonfays
Légéville-et-Bonfays ([leʒeˈvilˌe bɔ̃ˈfɛj] ) ist eine französische Gemeinde mit 63 Einwohnern (Stand: 1. Januar 2022) im Département Vosges in der Region Grand Est (bis 2015 Lothringen). Sie gehört zum Arrondissement Neufchâteau (bis 2024 Épinal) und ist Mitglied im Gemeindeverband Communauté de communes de Mirecourt Dompaire. Die Bewohner werden Legevillois und Legevilloises genannt.

## Geografie
Die 63 Einwohner (1. Januar 2022) zählende Gemeinde liegt etwa 15 Kilometer östlich von Vittel.

## Geschichte
Légéville wurde 1213 erstmals erwähnt, der Weiler Bonfays wurde 1145 als Prämonstratenser-Kloster gegründet.

### Bevölkerungsentwicklung

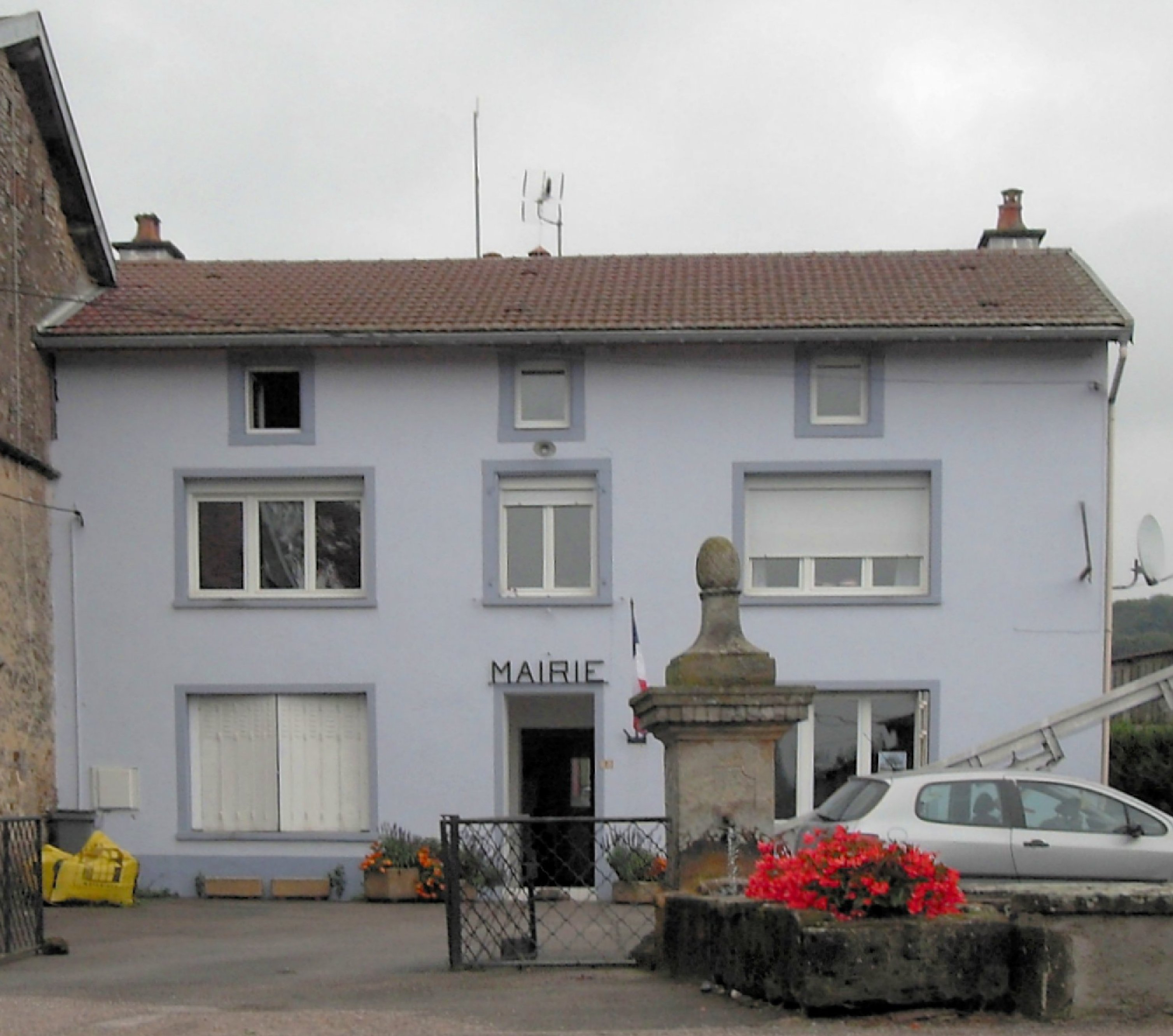
Mairie Légéville-et-Bonfays

| Jahr      | 1793 | 1896 | 1954 | 1982 | 1990 | 1999 | 2006 | 2014 |
| Einwohner | 112  | 114  | 64   | 56   | 67   | 59   | 68   | 45   |